# Comité
Een comité is een groep personen die zich inzet voor een bepaalde taak of een bepaald doel. Voorbeelden van comités zijn actiecomités, buurtcomités en herdenkingscomités.
Een comité wordt meestal gevormd als een grote groep mensen samen iets wil bereiken, maar zich realiseren dat het niet werkbaar is om direct met heel veel mensen tegelijk aan de slag te gaan. Dan wordt er een kleinere groep personen aangewezen die samen het comité vormen en voor de hele gemeenschap de praktische zaken moet gaan regelen.
Een comité is niet (gebonden aan) een bepaalde organisatie- of rechtsvorm. Zij kan echter wel rechtspersoon zijn, in het geval van stichting of vereniging. 
Zo werd in 1894 het Internationaal Olympisch Comité opgericht, dat tot doel had de uit de oudheid bekende Olympische Spelen nieuw leven in te blazen. Ook de in navolging daarvan opgerichte nationale olympische organisaties worden 'comité' genoemd, zoals het Belgisch Olympisch en Interfederaal Comité, dat in 1906 werd opgericht.
Veel comités zijn opgericht om aandacht te vragen voor een bepaalde zaak of met een politieke doelstelling. Sommige politieke partijen kennen een centraal Comité om de activiteiten van de partij te organiseren en te leiden (vooral bekend van communistische partijen).
Andere comités zijn bijvoorbeeld gericht op het tot stand brengen van een bepaald fysiek object of een eenmalig evenement. Een comité van aanbeveling zet zich in om voor een ideële organisatie voorwerk te doen bij het vergaren van steun. 

## Verwante begrippen
De werkzaamheden van een comité zijn in grote lijnen vergelijkbaar met die van een 'commissie'. Een belangrijk verschil is dat een commissie doorgaans functioneert binnen het kader van een omvattende organisatie (bijvoorbeeld een overheid) die de commissie heeft ingesteld, terwijl een comité vaak uit vrijwilligers bestaat.
Een ander verwant begrip is 'platform', dat een min of meer losse samenwerking behelst tussen verschillende organisaties, rondom een gemeenschappelijk doel.